# Cara Sucia (sitio arqueológico)

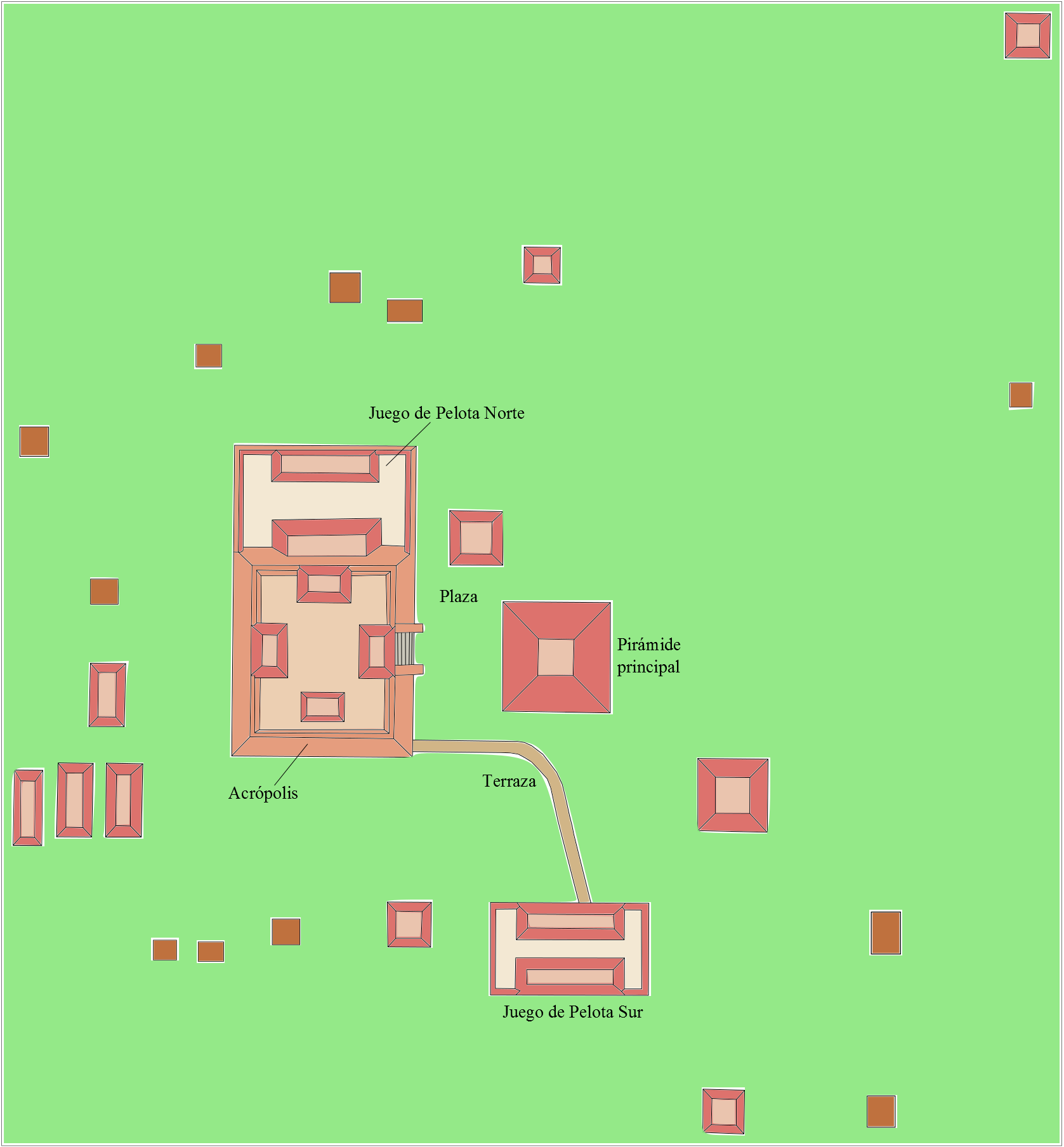
Estructuras del sitio arqueológico Cara Sucia

Cara Sucia es un sitio arqueológico prehispánico localizado en el suroeste de la república de El Salvador. Su ocupación más sobresaliente representa una versión local de la cultura Cotzumalhuapa, desarrollada principalmente en Escuintla en la vertiente del Pacífico de Guatemala, extendiéndose en El Salvador en zonas de los departamentos de Ahuachapán y Sonsonate.

## Arqueología
En el Preclásico Medio y Tardío, la cerámica de Cara Sucia muestra estrechas relaciones con Chalchuapa y otros sitios mayas tempranos del occidente del territorio salvadoreño, incluyendo los grupos cerámicos Lamatepeque, Jicalapa, Pinos, Izalco y Santa Tecla.
La erupción de Ilopango por 540 d. C. marcó el despoblamiento regional.  En una cuantas décadas, tal vez tan pronto como 600 d. C., Cara Sucia fue habitado nuevamente, pero la cultura material de sus pobladores lo identifica con la cultura Cotzumalhuapa. Es en este momento que se edificaron las estructuras principales del sitio, incluyendo una acrópolis, dos canchas de pelota y una pirámide de 14 metros de altura, así como varias pirámides menores y plataformas. La zona de construcciones monumentales es relativamente compacta, y dividida, por una terraza masiva, en dos áreas niveladas. En la arquitectura Cotzumalhuapa, la arquitectura monumental es comúnmente revestida con piedra natural, y en Cara Sucia se emplearon piedras de río, de tamaño seleccionado.  La acrópolis sostenía estructuras perecederas de bahareque que fueron incendiadas al final de la ocupación del sitio; muestras del techado carbonizado de una de estas estructuras fueron analizadas y dieron dos dataciones de radiocabono, ambas de 920 d. C. (fechas calibradas). La cerámica de este período comparte varios tipos con la zona Cotzumalhuapa en general, como Tiquisate, además de algunas variedades locales. Muy comunes son las figurillas hechas en molde, que en su mayoría funcionaban como pitos, y en las excavaciones de Jorge Mejía se descubrió un entierro acompañado por un juego de moldes para producir figurillas.  Las figurillas más comunes representan mujeres, pero también reflejan la fauna local, incluyendo monos, felinos, guacamayas y otros animales.  En vista de los variantes locales en la cultura material de Cara Sucia respecto al área central Cotzumalhuapa, se difinió su fase Clásico Tardía con un nombre distinctivo, Tamasha.
La planicie costera alrededor de Cara Sucia es propicia para producir algodón, y la abundancia de malacates en el sitio indican la importancia del cultivo de algodón y la elaboración de textiles para sus habitantes.  Se ha planteado que la producción de sal y cacao habrían sido otras actividades económicas destacadas. 
Además de algunos asentamientos menores con ocupación Tamasha, al momento se ha identificado dos otros centros monumentales en El Salvador: La Danta (en la frontera con Guatemala) y Huiscoyolate (cerca de Izalco). 
Se conocen cuatro esculturas grandes de Cara Sucia que fueron retiradas del sitio entre el final del siglo XIX y principios del siglo XX, y no hay información sobre sus ubicaciones originales.  Las esculturas fueron hechas de acuerdo a los cánones de arte Cotzumalhuapa. Solo una de ellas (designada como el Monumento 1) está en la colección del Museo Nacional de Antropología, y consiste en un disco con cara de un felino (probablemente un jaguar). La cultura Cotzumalhuapa se destaca por su producción de esculturas portátiles vinculadas con el juego de pelota, particularmente de yugos y hachas, y ejemplares han sido encontrados en Cara Sucia, La Danta y Huiscoyolate.
Las relaciones entre la zona Tamasha y la principal cultura contemporánea del occidente salvadoreño, Payu, aparentemente fueron limitadas. La vajilla comercial Payu denominada como policromo Copador, pese a su producción masiva, es muy escasa en Cara Sucia.  Por otro lado, las figurillas Tamasha, también de notable producción, han sido encontradas muy raras veces en sitios Payu, como en San Andrés y Madreselva. 
La fase Tamasha tiene una faceta final, del Clásico Terminal, marcada por la introducción del grupo cerámico Cozatol, así como de un tipo de cerámica pasta fina. El abandono de Cara Sucia, ocurrido a principios del siglo X d. C., es un tema que exige mayor investigación. Aunque la quema de las estructuras sobre la acrópolis podría sugerir un fin violento para el sitio, es igualmente posible que se debió a rayos cuando el sitio ya estaba abandonado, siendo la acrópolis el punto más pronunciado sobre la planicie costera dentro de un radio de kilómetros.
Cara Sucia y otros sitios precolombinos fueron declarados Monumentos Arqueológicos Nacionales mediante Decreto Legislativo N.º 508, del 6 de mayo de 1976, publicado en el Diario Oficial N.º 95, Tomo N.º 251, del 24 de mayo de 1976.

## Estudios
El historiador Santiago Ignacio Barberena fue el primero en reportar el sitio arqueológico en 1892, e hizo transportar al Museo Nacional el Monumento 1, el cual fue descrita como "Un hermosísimo disco de piedra, representativo del sol", al Museo Nacional. El sitio estaba cubierto por árboles hasta 1964, cuando se destruyó el bosque costero en esta zona para sembrar algodón utilizando tractores de banda que causaron graves daños al sitio; los testigos de estos trabajos notaron que se borraron por completo muchas plataformas bajas circundantes a la zona monumental, que habrían sido plataformas residenciales. En 1967, Stanley H. Boggs llevó a cabo un reconocimiento y mapeo del sitio ya expuesto. En 1986, Lee Parsons identificó Cara Sucia como un sitio Cotzumalhuapa en base al estilo de sus esculturas.  La hacienda Cara Sucia, en donde se encontraba el sitio arqueológico, fue intervenida por la Reforma Agraria de 1980. El latifundio quedó abandonado por sus antiguos propietarios, pero no llegaron las autoridades del gobierno hasta meses después.  Aprovechando este intervalo, centenares de personas locales iban a diario para saquear el sitio. Había ventas de comida, y traficantes circulaban para adquirir las piezas encontradas.  En este, el peor episodio de depredación arqueológica jamás registrada en El Salvador, se abrieron más de 5,000 hoyos, y objetos de Cara Sucia llegaron a ser vendidas en Estados Unidos y otros países (estos sucesos motivaron suscribir el primer tratado bilateral entre El Salvador y Estados Unidos para restricciones de importaciones de bienes arqueológicos). En 1981, el Departamento de Arqueología gubernamental actuó para frenar el saqueo, destacando a Jorge Mejía para confrontar a los deprededores y cercar el área principal del sitio.  Durante año y medio, Mejía llevó a cabo excavaciones muy extensivas en la acrópolis del sitio y otras estructuras. En 1983, Paul Amaroli documentó estos trabajos, así como los daños del saqueo, y practicó algunas excavaciones limitadas, además de habilitar el sitio como un parque arqueológico, con infraestructura rústica para estacionamiento, centro interpretativo y un sendero intepretativo. Este esfuerzo se perdió cuando el financiamiento del gobierno fue suspendido en 1984, y el sitio quedó abandonado de nuevo.  Amaroli hizo estudios adicionales en 1986, estableciendo que la relación con la cultura Cotzumalhuapa no era solo en cuanto a las esculturas, sino también en lo que respecta la arquitectura y cerámica, conclusiones resumidas por Rafael Cobos. Las relaciones cerámicas fueron señaladas nuevamente con investigaciones en 2006 por Regina Moraga, Elisa Mencos y Sébastien Perrot-Minnot.

## Acceso público
Actualmente Cara Sucia cuenta con un vigilante destacado por el Ministerio de Cultura.  Es posible visitar el sitio, pero no hay un horario establecido de acceso, y la mayoría de estructuras están cubiertas por maleza.